# Кочилари
Кочилари (мкд. Кочилари) су насеље у Северној Македонији, у средишњем делу државе. Кочилари управно припадају општини Градско.

## Географија
Кочилари су смештени у средишњем делу Северне Македоније. Од најближег већег града, Велеса, насеље је удаљено 20 km јужно.
Рељеф: Насеље Кочилари се налази у историјској области Повардарје. Село је положено у долини Вардара, близу ушћа Брегалнице у њега. Северно од насеља уздиже се омање побрђе. Насеље је положено на приближно 150 метара надморске висине. 
Месна клима је измењена континентална са значајним утицајем Егејског мора (жарка лета).

## Становништво
Кочилари су према последњем попису из 2002. године имали 130 становника. 
Већинско становништво у насељу су Албанци (81%), а мањине су Турци (15%) и етнички Македонци (5%). Почетком 20. века целокупно становништво били су Турци, који су после Првог светског рата махом иселили у матицу.
Претежна вероисповест месног становништва је ислам.